# Marianna Auenbrugger
Marianna Auenbrugger (Viena, 19 de julho de 1759 - ?, 25 de agosto de 1782) foi uma pianista e compositora austríaca. 

## Biografia
Era filha do médico Leopold Auenbrugger e uma pianista e compositora conceituada em Viena.  Ela tinha uma saúde frágil mas isso não a impediu de se dedicar ao estudo da música incentivado pelo pai que tinha como amigos Haydn, Mozart e Salieri que frequentavam a sua casa.
Tal como a sua irmã Caterina Franziska, foi aluna de Joseph Haydn e Antonio Salieri. Em 1780, Haydn dedicou um ciclo de seis sonatas para piano às duas irmãs (H XVI: 3–59 and 20). 
Quando Marianne morreu em 1782, Salieri financiou a publicação da sua Sonata em Mi Bemol para teclado, em conjunto com a ode funerária De si piacevoli, criada por ele. 

## Ligações Externas
- Partitura da Sonata em Mi Bemol para teclado